# إيغور سفيتانوفيتش
إيغور سفيتانوفيتش (بالكرواتية: Igor Cvitanović)‏ (مواليد 1 نوفمبر 1970) هو لاعب كرة قدم. يلعب مع منتخب كرواتيا لكرة القدم منذ عام 1992.

## وصلات خارجية
- إيغور سفيتانوفيتش على موقع الاتحاد الدولي (مؤرشف)  (الإنجليزية)
- إيغور سفيتانوفيتش على موقع اتحاد كرواتيا (الكرواتية)
- إيغور سفيتانوفيتش على موقع رابطة كرة القدم اليابانية للمحترفين (اليابانية)
- إيغور سفيتانوفيتش على موقع قاعدة بيانات كرة القدم.إي يو (الإنجليزية)
- إيغور سفيتانوفيتش على موقع ناشيونال فوتبول تيمز (الإنجليزية)
- إيغور سفيتانوفيتش على موقع Soccerway.com (الإنجليزية)
- إيغور سفيتانوفيتش على موقع عالم كرة القدم.نت (الإنجليزية)
- National Football Teams